# Otatal (Balancán)
Otatal es una ranchería del municipio de Balancán ubicado en la subregión de los Ríos del estado mexicano de Tabasco.

## Geografía
La localidad se ubica a 36.7 kilómetros (en dirección este) de la localidad de Balancán de Domínguez, la cabecera y lugar más poblado del municipio. Se sitúa en las coordenadas geográficas 17°42′59″N 91°12′10″O / 17.716389, -91.202778, a una elevación de 46 metros sobre el nivel del mar.

## Demografía
Según el Conteo de Población y Vivienda 2020, efectuado por el Instituto Nacional de Estadística y Geografía, la localidad de Otatal tiene 91 habitantes, de los cuales 39 son del sexo masculino y 52 del sexo femenino. Su tasa de fecundidad es de 3.08 hijos por mujer y tiene 25 viviendas particulares habitadas.
| Gráfica de evolución demográfica de Otatal entre 1980 y 2020 |
|                                                              |
| INEGI.                                                       |